# Sálug
Sálug es un municipio de Tercera Clase de la provincia en Zamboanga del Norte, Filipinas. De acuerdo con el censo del 2000, tiene una población de 28,914 en 5,838 hogares. 

## Barangayes
Sálug está políticamente subdividida en 23 barangayes.
| - Bacong - Balakan - Binoni - Calucap - Canawan - Caracol - Danao - Dinoan - Dipolod - Fátima (Pogan) - Ipilan - Lanawan | - Liguac - Lipakan - Mucas - Pacuhan - Población (Sálug) - Población Este - Pukay - Ramon Magsaysay - Santo Niño - Tambalang - Tapalan |

## Protesta de alcaldes
El 28 de diciembre de 2007, el alcalde de Sálug Jesús Lim, presidente de la Liga de Alcaldes de Zamboanga del Norte reunió a 25 alcaldes de Zamboanga del Norte que protestaron al Ministerio de Justicia por el encarcelamiento del miembro del excongresista Romeo Jalosjos. Ese día banderas en sus respectivas ciudades fueron izadas a media asta y cintas negras enormes fueron exhibidas en el centro de las ciudades. Mucha gente murió durante la ceremonia.